# آبشار سرانکوه
آبشار سرنکوه یا سرانکوه از آبشارهای استان کرمان در شهرستان جیرفت قرار دارد و آبشاری بسیار بلند در رشته کوه جبال بارز است.